# Кукурахцево
Кукурахцево (болг. Кукурахцево) — село в Благоевградской области Болгарии. Входит в состав общины Петрич. Находится примерно в 19 км к северо-западу от центра города Петрич и примерно в 62 км к югу от центра города Благоевград. По данным переписи населения 2011 года, в селе  проживало 46 человек, преобладающая национальность — болгары.

## Население
| Год     | 1934 | 1946 | 1956 | 1965 | 1975 | 1985 | 1992 | 2001 | 2011 |
| ------- | ---- | ---- | ---- | ---- | ---- | ---- | ---- | ---- | ---- |
| Жителей | 118  | 139  | 161  | 147  | 152  | 128  | 86   | 64   | 46   |

|  |